# Anar Karimov
Anar Karimov (en azéri: Anar Qabil oğlu Kərimov,né le 3 juin 1977 à Fuzuli, région de la République d'Azerbaïdjan) est un homme politique azerbaïdjanais. Il est ministre de la Culture depuis 2020.

## Biographie

### Jeunesse et formation
Anar Karimov est né le 3 juin 1977 dans la région de Fuzuli. En 1998, il a obtenu son baccalauréat en langue et philologie arabes de la Faculté des études orientales de l'Université d'État de Bakou, et en 2003, il a obtenu son diplôme en relations internationales et diplomatie de la Faculté des relations internationales de l'Académie d'administration publique sous la Présidence de la République d'Azerbaïdjan.
Il a suivi des cours de diplomatie en Irak (Université Al-Mustansiriya), en Égypte (Institut d'études diplomatiques), en Autriche (Académie diplomatique de Vienne), en Italie (Institut international de droit humanitaire) et en Pologne (Comité international de la Croix-Rouge) et dans d'autres pays.
Il parle arabe, russe, anglais et français.
Il est marié et a trois enfants.

### Carrière politique
Anar Karimov commence sa carrière diplomatique en 2000 en tant qu'attaché et troisième secrétaire au département des droits de l'homme, de la démocratisation et des affaires humanitaires du ministère des Affaires étrangères de la République d'Azerbaïdjan. De 2004 à 2008, il travaille comme troisième et deuxième secrétaire de l'ambassade d'Azerbaïdjan en Belgique et de la représentation auprès de l'Union européenne.
De 2008 à 2009, il est premier secrétaire du département des questions humanitaires et sociales du ministère des Affaires étrangères. DE 2010 à 2014, il travaille comme consultant et chargé d'affaires auprès de la représentation permanente de la République d'Azerbaïdjan auprès de l'UNESCO
Le 23 mai 2014, sur ordre du président de la République d'Azerbaïdjan, Anar Karimov reçoit le grade diplomatique d'envoyé extraordinaire et plénipotentiaire et il est nommé délégué permanent auprès de l'UNESCO. Le 9 juillet 2019, Anar Karimov est élevé au grade d'ambassadeur extraordinaire et plénipotentiaire. Le 20 juillet 2020, il est nommé premier adjoint et ministre par intérim de la Culture par le président azerbaïdjanais. Le 5 janvier 2021, il est nommé ministre de la Culture.

## Distinctions
- Ordre « pour le service de la Patrie » de 3e classe - 1er août 2019.